# Lisgar (Manitoba)
Lisgar war von 1871 bis 1988 ein Wahlbezirk der kanadischen Provinz Manitoba für das Unterhaus Kanadas.
Nachdem 1870 mit dem Manitoba Act die neue Provinz gegründet wurde, bestimmte deren erster Vizegouverneur Adams George Archibald 1871 nach den Vorgaben des Act vier Wahlbezirke für das Unterhaus (House Of Commons), Lisgar war einer von ihnen. Die erste Wahl gewann dort mit John Christian Schultz ein ausgesprochener Gegner Archibalds. 1987 wurde der Bezirk offiziell aufgelöst und ging 1988 in den Wahlbezirken Brandon-Souris, Lisgar-Marquette und Provencher auf.